# Macromia erato
Macromia erato là loài chuồn chuồn trong họ Macromiidae. Loài này được Lieftinck mô tả khoa học đầu tiên năm 1950.